# هرج‌ومرج با قاعده
| بررسی انتقادی       | بررسی انتقادی |
| منبع                | رتبه‌بندی      |
| ------------------- | ------------- |
| About.com           | 4/5 ستاره     |
| آل‌میوزیک            | [ ۱ ]         |
| Dangerdog           | [ ۲ ]         |
| The Metal Forge     | [ ۳ ]         |
| Metal Review        | [ ۴ ]         |
| متال استورم         | [ ۵ ]         |
| Metally             | [ ۶ ]         |
| 411mania.com        | [ ۷ ]         |
| Chronicles of Chaos | [ ۸ ]         |

هرج‌ومرج با قاعده (انگلیسی: Systematic Chaos) نهمین آلبوم استودیویی گروه پراگرسیو متال آمریکایی دریم تیتر است. هرج‌ومرج با قاعده که در ۴ ژوئن ۲۰۰۷ در بریتانیا و ۵ ژوئن ۲۰۰۷ در ایالات متحده منتشر شد، نخستین انتشار گروه از طریق رودرانر رکوردز بود که به لیبل قبلی آن‌ها آتلانتیک رکوردز فروخته شد؛ این گروه آلبوم قبلی خود اکتاواریوم (۲۰۰۵) را از طریق آتلانتیک  منتشر کرده بود. این آلبوم از سپتامبر ۲۰۰۶ تا فوریه ۲۰۰۷ در آواتار استودیوز در شهر نیویورک، پس از اولین وقفه گروه از تورهای تابستانی طی ده سال گذشته، ضبط شد. اشعار این آلبوم را جان پتروچی، جیمز لابری و مایک پورتنوی به‌ترتیب دربارهٔ موضوعات داستانی، سیاسی و شخصی نوشته‌اند.
این آلبوم در جدول فروش هشت کشور در میان بیست آلبوم برتر قرار گرفت. علاوه بر این، این آلبوم به جایگاه نوزدهم در بیلبورد ۲۰۰ آمریکا رسید. استقبال منتقدان از آلبوم به‌طور کلی مثبت بود. منتقد MetalReview.com این گروه را «مسلماً ثابت قدم‌ترین گروه در کل صنعت پراگرسیو راک/متال» نامید. دریم تیتر این آلبوم را با تور کنسرتی جهانی که یک سال به طول انجامید و در ۳۵ کشور برگزار شد، تبلیغ کرد.